# FK Mughan
FK Mughan is een voormalige Azerbeidzjaanse voetbalclub uit de stad Salyan.
De club werd in 2007 als FK NBC Salyan opgericht en speelde voor het eerst in de hoogste divisie in het seizoen 2008-2009 als FK Mughan. De club raakte om sponsorredenen in 2011 de plaats op het hoogste niveau kwijt. In 2012 werd de club opgeheven.